# République tibérine
1798–1799
Entités précédentes :
- États pontificaux

Entités suivantes :
- République romaine

La République tibérine est un pays éphémère qui a brièvement existé en Italie à la fin du XVIIIe siècle.
République sœur de la France, la République tibérine fut proclamée le 4 février 1798 lorsque des républicains prirent le pouvoir dans la ville de Pérouse. Nommée d'après le fleuve Tibre, elle fusionna avec la République romaine en 1799.